# Julia Reuschenbach

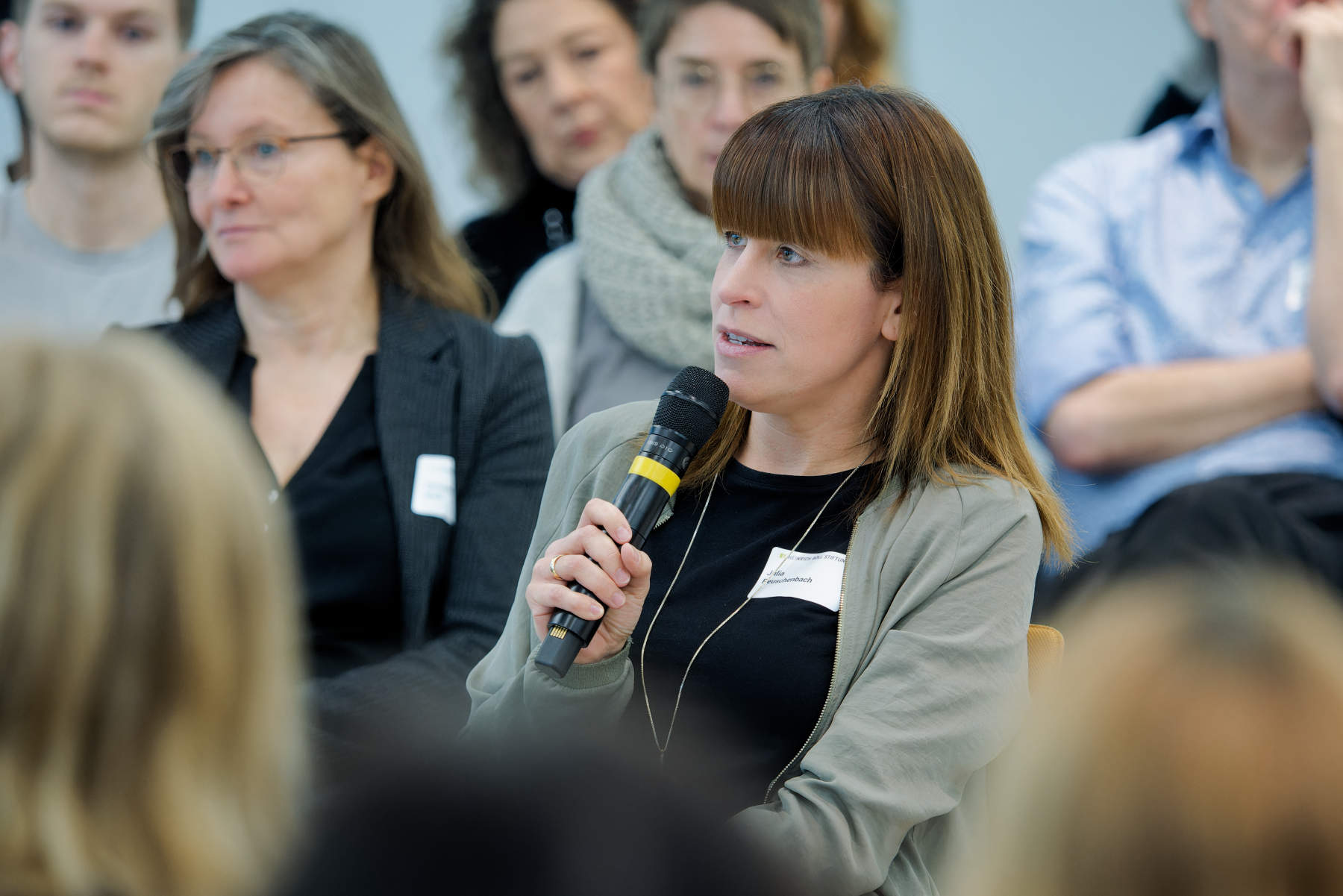
Julia Reuschenbach, 2024

Julia Reuschenbach (* 1988 in Neuwied) ist eine deutsche Politikwissenschaftlerin. 

## Leben
Reuschenbach studierte von 2007 bis 2012 an der Rheinischen Friedrich-Wilhelms-Universität Bonn (B. A.) und von 2012 bis 2014 Politikwissenschaft und Neueste Geschichte an der FU Berlin (M. A.). Das Thema der Arbeit ihrer Promotion an der Universität Bonn im Jahr 2022 war Geschichtspolitik als Politikfeld. Entstehung, Entwicklung und Akteure am Beispiel der Aufarbeitung der SED-Diktatur. Sie war unter anderem am Bonner Institut für Politische Wissenschaft und Soziologie und bei der Stiftung Berliner Mauer wissenschaftlich tätig.
Seit 2022 ist sie wissenschaftliche Mitarbeiterin am Otto-Suhr-Institut für Politikwissenschaft der FU Berlin (Arbeitsstelle für Politische Soziologie der Bundesrepublik Deutschland). Reuschenbach lehrt und forscht zu Parteien, Wahlkämpfen, politischer Kommunikation und Politikfeldern in Deutschland. Sie ist häufig Interviewpartnerin im öffentlich-rechtlichen Rundfunk und wird zur deutschen Politik in der Qualitätspresse zitiert. Auf Deutschlandfunk Kultur war Reuschenbach oft Gast des Formats Studio 9: Der Tag mit …. Im März 2024 war sie als Expertin bei Caren Miosga eingeladen. Weiterhin war sie zu Gast bei den politischen Podcasts Lage der Nation und Politik mit Anne Will.

## Schriften (Auswahl)
Monografien
- mit Tilman Mayer, Irene Horn: Grundrechtsklarheit, Wertevermittlung, Demokratieerziehung. Eine Handreichung für hessische Lehrkräfte. Hessisches Kultusministerium, Wiesbaden 2019, DNB 1189226421.
- Exkursionen in der Hochschullehre im Fach Geschichte. Wochenschau-Verlag, Frankfurt am Main 2022, ISBN 978-3-7344-1469-5.
- Geschichtspolitik als Politikfeld. Entstehung, Entwicklung und Akteure am Beispiel der Aufarbeitung der SED-Diktatur. Nomos, Baden-Baden 2024, ISBN 978-3-7560-0498-0 (zugleich: Dissertation, Universität Bonn, 2022).
- mit Korbinian Frenzel: Defekte Debatten: Warum wir als Gesellschaft besser streiten müssen. Suhrkamp Verlag, Berlin 2024, ISBN 978-3-518-47438-9.[14]

Herausgeberschaften
- mit Tilman Mayer: 1917. 100 Jahre Oktoberrevolution und ihre Fernwirkungen auf Deutschland. Nomos, Baden-Baden 2017, ISBN 978-3-8487-4155-7.
- mit Lutz Haarmann, Robert Meyer: Von der Bonner zur Berliner Republik. Politik im Spiegel praktischer Wissenschaft. Festschrift für Tilman Mayer zum 65. Geburtstag. Nomos, Baden-Baden 2018, ISBN 978-3-8487-5079-5.
- mit Peter Geiss, Dominik Geppert: Eine Werteordnung für die Welt? Universalismus in Geschichte und Gegenwart. Nomos, Baden-Baden 2019, ISBN 978-3-8487-5378-9.
- mit Lasse Cronqvist, Matthias Freise, Mischa Hansel, Daniel Lambach: Kleine Reihe Hochschuldidaktik Politik. Wochenschau-Verlag, Frankfurt am Main 2020 ff.